# Porto do Louvre
O Port du Louvre é um passeio que corre ao longo do rio Sena (na "margem direita") imediatamente ao sul do Louvre, em Paris, na França. É paralelo e mais baixo do que a estrada maior Voie Georges Pompidou entre ele e o Louvre.
O Port du Louvre fica na rota de Arago (o Meridiano de Paris) que segue de norte a sul através de Paris, em homenagem ao astrónomo e político francês François Arago. Uma placa de bronze de Arago pode ser encontrada embutida no pavimento do Port du Louvre. Este é um dos 135 medalhões de bronze instalados em 1994 pelo artista holandês Jan Dibbets.
Os barcos para passeios no rio param no Port du Louvre.